# Šipka času
Šipka nebo šíp času (angl. arrow of time nebo time’s arrow – časová šipka) je obrazné vyjádření pro „směr“ plynutí času, pro jeho nesymetrickou povahu. Pojem vytvořil britský fyzik Arthur Eddington roku 1927.

## Problém
Ačkoli v běžném životě a zkušenosti je „směr“ času zcela samozřejmý a nepochybný, vzorce klasické mechaniky ani atomové fyziky nic takového neobsahují. Pohyby těles i částic by mohly stejně dobře probíhat opačně podle stejných zákonů. Asymetrie či šipka času se poprvé objevila v termodynamice, například ve druhé větě termodynamiky: entropie systému s časem roste nebo zůstává stejná.
V knize The nature of the physical world z roku 1928 Eddington vyzvedl tři důležité okolnosti o šípu času:
- že jej živě vnímáme ve vědomí
- že je stejně důležitý pro naše uvažování, protože „obrácený svět“ by nedával smysl
- že se ve fyzice vyskytuje jen při studiu hromadných jevů.

## Projevy asymetrie času
Současné vědy studují několik projevů šipky času:
- termodynamický, který se projevuje růstem entropie;
- kosmologický, který se projevuje expanzí Vesmíru;
- šíření vln, které postupují od středu;
- v některých subatomárních dějích;
- v biologii je to „směr“ evoluce.

Také kauzalita – přesvědčení, že příčina předchází účinek – je zřetelně asymetrická. Lze ovšem namítnout, že kauzalitu nelze nikdy přímo pozorovat, ale že je naopak naším klíčem k pochopení událostí a jevů.